# Амалия-Августа Баварска
Амалия-Августа Баварска (на немски: Amalie Auguste Prinzessin von Bayern; * 13 ноември 1801, Мюнхен; † 8 ноември 1877, Дрезден) е баварска принцеса и от 1854 до 1873 г. кралица на Саксония – съпруга на крал Йохан Саксонски.

## Биография

### Произход
Амалия-Августа е родена на 13 ноември 1801 г. в Мюнхен, Бавария. Тя е дъщеря на баварския крал Максимилиан I Йозеф и втората му съпруга Каролина от Баден. Амалия-Августа има една сестра близначка – Елизабет-Лудовика, която по-късно става кралица на Прусия. Амалия-Августа е леля на австро-унгарския император Франц Йосиф, на съпругата му Елизабет и на брат му – мексиканския император Максимилиан I.

### Кралица на Саксония
На 21 ноември 1822 г. в Дрезден Амалия-Августа се омъжва за саксонския принц Йохан (1801 – 1873), син на принц Максимилиан Саксонски (1759 – 1838) и първата му съпруга принцеса Каролина от Бурбон-Парма (1770 – 1804). Десет години по-късно сестра ѝ Мария-Анна се омъжва за брата на Йохан, тогавашния крал на Саксония Фридрих Август II. През 1851 г. Амалия-Августа става председател на Дрезденската женска асоциация – организация, основана от сестра ѝ.
През 1854 г. умира крал Фридрих Август II и на саксонския престол се възкачва съпругът на Амалия-Августа. Така Амалия-Августа става новата кралица на Саксония – титла, която наследява от сестра си и която носи до смъртта на съпруга си през 1873 г.

### Смърт
Амалия-Августа умира на 8 ноември 1877 г. в Дрезден.

## Деца
Амалия-Августа Баварска и крал Йохан Саксонски имат девет деца:
- Мария-Августа (1827 – 1857),
- Алберт (1828 – 1902), крал на Саксония (1873 – 1902);
- Елизабет (1830 – 1912);
- Ернст (1831 – 1847),
- Георг (1832 – 1904), крал на Саксония (1902 – 1904);
- Сидония (1834 – 1862),
- Анна-Мария (1836 – 1859); супруга на великия херцог Фердинанд IV от Тоскана
- Маргарета (1840 – 1858), супруга на Карл-Лудвиг, ерцхерцог на Австрия;
- София (1845 – 1867).